# Le Flore County
Le Flore County ist ein County im Bundesstaat Oklahoma der Vereinigten Staaten. Der Verwaltungssitz (County Seat) ist Poteau. Das U.S. Census Bureau hat bei der Volkszählung 2020 eine Einwohnerzahl von 48.129 ermittelt.

## Geographie
Das County liegt im Osten von Oklahoma, grenzt an Arkansas und hat eine Fläche von 4165 Quadratkilometern, wovon 58 Quadratkilometer Wasserfläche sind. Es grenzt im Uhrzeigersinn an folgende Countys: Sequoyah County, Sebastian County (Arkansas), Scott County (Arkansas), Polk County (Arkansas), McCurtain County, Pushmataha County, Latimer County und Haskell County.

## Geschichte
Le Flore County wurde am 16. Juli 1907 als Original-County aus Choctaw-Land gebildet. Benannt wurde es nach Thomas Le Flore.
20 Bauwerke und Stätten des Countys sind im National Register of Historic Places (NRHP) eingetragen (Stand 2. Juni 2018).

## Demografische Daten

Alterspyramide des Le Flore County

Nach der Volkszählung im Jahr 2000 lebten im Le Flore County 48.109 Menschen in 17.861 Haushalten und 13.199 Familien. Die Bevölkerungsdichte betrug 12 Einwohner pro Quadratkilometer. Ethnisch betrachtet setzte sich die Bevölkerung zusammen aus 80,35 Prozent Weißen, 2,21 Prozent Afroamerikanern, 10,72 Prozent amerikanischen Ureinwohnern, 0,21 Prozent Asiaten, 0,03 Prozent Bewohnern aus dem pazifischen Inselraum und 1,44 Prozent aus anderen ethnischen Gruppen; 5,03 Prozent stammten von zwei oder mehr Ethnien ab. 3,84 Prozent der Bevölkerung waren spanischer oder lateinamerikanischer Abstammung.
Von den 17.861 Haushalten hatten 33,4 Prozent Kinder unter 18 Jahre, die im Haushalt lebten. 58,5 Prozent waren verheiratete, zusammenlebende Paare, 11,0 Prozent waren allein erziehende Mütter. 26,1 Prozent waren keine Familien, 23,1 Prozent waren Singlehaushalte und in 10,9 Prozent der Haushalte lebten Menschen im Alter von 65 Jahren oder darüber. Die durchschnittliche Haushaltsgröße betrug 2,61 und die durchschnittliche Familiengröße betrug 3,05 Personen.
26,1 Prozent der Bevölkerung waren unter 18 Jahre alt, 9,7 Prozent zwischen 18 und 24, 27,0 Prozent zwischen 25 und 44, 23,3 Prozent zwischen 45 und 64 und 13,8 Prozent waren 65 Jahre oder älter. Das Durchschnittsalter betrug 36 Jahre. Auf 100 weibliche Personen kamen 99,3 männliche Personen. Auf 100 Frauen im Alter von 18 Jahren oder darüber kamen 97,8 Männer.
Das jährliche Durchschnittseinkommen eines Haushalts betrug 27.278 USD und das durchschnittliche Einkommen einer Familie betrug 32.603 USD. Männer hatten ein durchschnittliches Einkommen von 26.214 USD gegenüber den Frauen mit 19.792 USD. Das Prokopfeinkommen betrug 13.737 USD. 15,4 Prozent der Familien und 19,1 Prozent der Bevölkerung lebten unterhalb der Armutsgrenze.